# Stepper (Sportgerät)

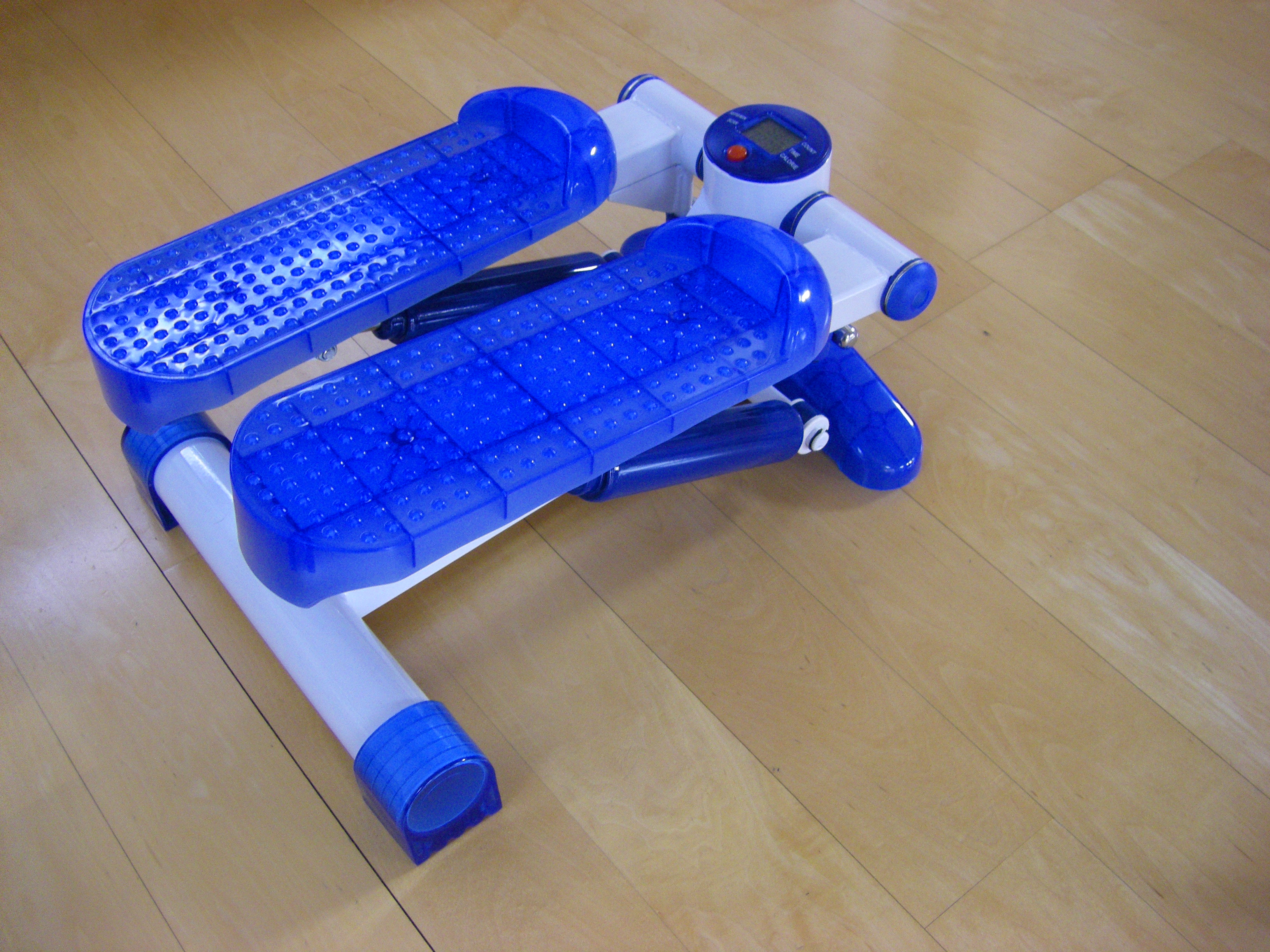
Ein Ministepper

Ein Stepper ist ein Sportgerät, welches primär zum Training der Muskulatur eingesetzt wird. 

## Einsatz
Neben dem Einsatz zur Verbesserung der Beinmuskulatur wird oft auch Ausdauer- und Leistungstraining unter dem Einsatz eines Steppers durchgeführt. Bei manchen Geräten sind Stützstangen oder Dehnungsbänder zum Training der Arme vorhanden. Am weitesten verbreitet ist der Mini-Stepper, da er sehr klein ist und sich somit auch leicht in kleineren Wohnungen oder dem Büro verstauen lässt.

## Kritik
Beim Stepper können durch die stetige und gleiche Bewegung mit der Zeit Probleme mit dem Kniegelenk auftreten. Ein natürlicher Bewegungsablauf wie beim Laufen wird nicht dargestellt.